# Sigitas Jakubauskas
Sigitas Jakubauskas (* 29. Dezember 1958 in Kaunas) ist ein ehemaliger litauischer Fußballspieler und jetziger Fußballtrainer. Der gelernte Verteidiger spielte beim VMFD Žalgiris Vilnius und zuletzt beim FC Remscheid.

## Karriere
Jakubauskas spielte von 1978 bis 1989 beim litauischen Verein VMFD Žalgiris Vilnius, wo er 1982 als bester Fußballer des Jahres in Litauen ausgezeichnet wurde.
1990 kam er nach Deutschland zum Zweitligisten FC Remscheid und erzielte dort u. a. sechs Treffer für die Bergischen. Heute lebt der ehemalige Spieler in Deutschland und trainierte bis Juni 2010 die zweite Mannschaft des FC Remscheid, ehe er am 1. Juli 2010 das Amt des Co-Trainers der ersten Mannschaft übernahm.
Am 7. August 1985 bestritt er zudem sein einziges Länderspiel für die Fußballnationalmannschaft der UdSSR gegen Rumänien.